# フルオロ酢酸メチル
フルオロ酢酸メチル（フルオロさくさんメチル、methyl fluoroacetate、MFA）は、非常に毒性の強いメタノールとモノフルオロ酢酸のエステルである。常温では無色かつ無臭の液体として存在する。研究用の化学物質や殺鼠剤として使用されている。かつてはその毒性の激しさから、MFAは化学兵器として使用することのできる可能性があるとして研究されていた。 

一般人がフルオロ酢酸メチルに曝される可能性は低いが、業務上使用する人は吸い込んだり直接皮膚に触れたりしてしまう恐れがある。

## 構造
フルオロ酢酸メチルはメチルエステルの一種であり、フッ素原子と官能基としてカルボキシ基をその構造に含んでいる。

MFAの匂いは無臭か、してもフルーツのような香りがかすかにするのみである。またMFAの沸点は104.5℃、融点は-35.0℃で、常温では液体である。

水に可溶で、石油エーテルにもわずかに溶ける。

## 反応性
MFAは求核試薬によるフッ素の置換に耐性があるため、他のハロゲン（Cl、Br）に比べてC-F結合の安定性が高い。他のハロゲン化酢酸はタンパク質が持つチオール基と反応するより強力なアルキル化剤なのに対し、これはMFAでは発生せず、独特の毒性作用を示す。さらにMFAは、毒性を持ちMFAと同様の生体内変化を示すフルオロ酢酸化合物の誘導体である。

## 歴史
MFAは1896年にベルギーの科学者スワートによって、ヨード酢酸メチルとフッ化銀を反応させることによって初めて合成された。また、クロロ酢酸メチルとフッ化カリウムの反応でも合成可能である。 

その毒性ゆえ、MFAは第二次世界大戦下において化学兵器としての使用を検討され研究が行われた。無色かつ無臭という性質から水あたりを引き起こすのに向いていると見なされ、水源を汚染して人口の大部分を殺すことが出来ると考えられた。終戦までに少数の国が敵を衰弱や死亡させる目的でフルオロ酢酸メチルの製造を始めていた。